# Winsen (Aller)
Winsen (Aller) är en kommun och ort i Landkreis Celle i förbundslandet Niedersachsen i Tyskland.